# Frederick Griffith
Frederick Griffith (1877–1941) va ser un bacteriòleg anglès que va centrar la seva atenció en l'epidemiologia i la patologia de la pneumònia bacteriana. El gener de 1928 va fer un informe sobre el que actualment es coneix com l'Experiment de Griffith, la primera demostració àmpliament acceptada de la transformació bacteriana per la qual un bacteri canvia la seva morfologia i la funció fisiològica.
Ell va demostrar que el Streptococcus pneumoniae, implicant en molts caos de pneumònia, es podia transformar d'una soca a una altra soca diferent. This was later identified as DNA.

## Biografia
Fred Griffith nasqué a Hale, comtat de Lancashire, Anglaterra va estudiar a la Universitat de Liverpool. Posteriorment treballà a la Liverpool Royal Infirmary, el Joseph Tie Laboratory, i la Comissió Reial de la Tuberculosi. A partir de 1910 Fred Griffith va treballar pel govern municipal britànic.
Durant la Primera Guerra Mundial (1913–18), treballà pel laboratori del Ministeri de la Salut Va analitzar mostres de pneumococcus amb els quals va realitzar l'esperiment que porta el seu nom.